# Loren Ligorio
Loren Ligorio (Dubrovnik, 9. lipnja 1955.), dubrovački slikar.
Završio je povijest umjetnosti u Beogradu, ali se odlučio posvetiti slikanju. Najpoznatiji je po svojim pejzažima Konala, povijesnog predgrađa Dubrovnika koji je ostao sačuvan tek na ponekim mjestima, malenim ulicama i starim kućama. Pripada generaciji koja stasava nakon dubrovačkih kolorista pa se smatra pripadnikom produžene ruke dubrovačkog kolorizma. Posebno je poznat po sfumato nanosima akrilikom na medijapan. Od motiva su mu česti prikazi Rijeke Dubrovačke, crkvice, stare fasade, brodovi, bilje. Dio je trolista Škerlj - Ligorio - Baričević. O njegovu slikarstvu govorili su mr. sc. Jozo Serdarević, povjesničar umjetnosti, dr. sc. Ivica Martinović, filozof, i Mato Jerinić, književnik.
U kolovozu 2007. godine sudjeluje u projektu "Dubrovački likovni umjetnici" tijekom kojega je o njegovu životu i stvaralaštvu snimljen dokumentarni film.

## Unutarnje poveznice
- Dubrovačko slikarstvo

## Vanjske poveznice
- Stranica Lorena Ligorio  Arhivirana inačica izvorne stranice od 14. srpnja 2011. (Wayback Machine)